# Вилянди (област)
Вилянди (на естонски: Viljandi maakond, Вилянди мааконд) е област, разположена в южната част на Естония, административен център е град Вилянди. Областта е с площ от 3442 кв. км.

## Административно деление
12 общини:

## Население
56 370 жители, към 1 януари 2006 г.